# Ann-Kathrin Kramer
Pour les articles homonymes, voir Kramer.

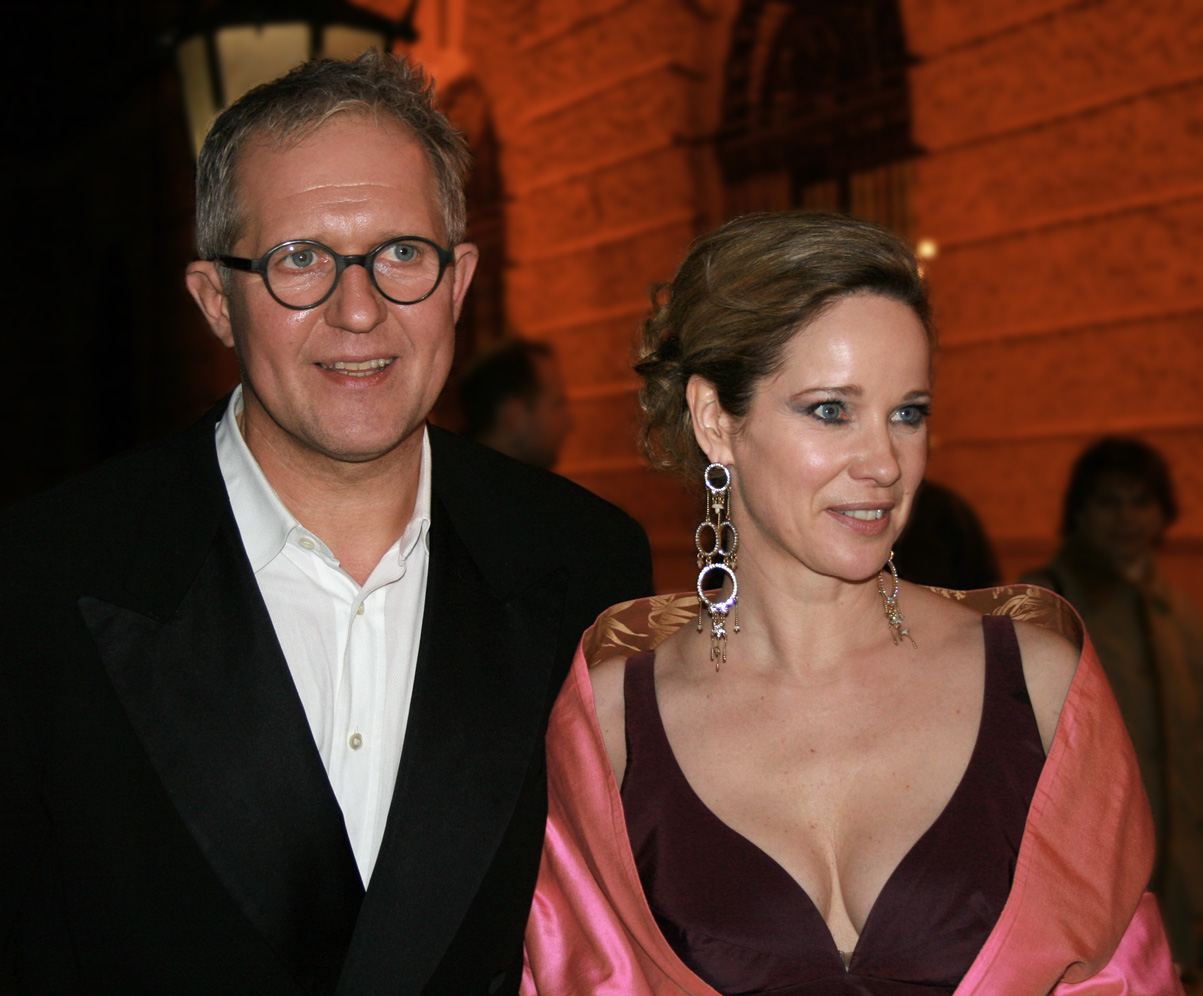
Ann-Kathrin Kramer en 2008.

Ann-Kathrin Kramer, née le 4 avril 1966 à Wuppertal, est une actrice allemande.

## Filmographie
- 1993 : Liebe ist Privatsache
- 1994 : Alles außer Mord – Wer Gewalt sät
- 1994 : Die Partner
- 1995 : Zwei Brüder – Die lange Nacht
- 1996 : Rivalen am Abgrund
- 1997 : Die Konkurrentin
- 1997 : Die Friedensmission – 10 Stunden Angst
- 1997 : Heiß und kalt
- 1998 : Supersingle
- 1998 : Die Mörderin
- 1998 : Du sollst nicht töten
- 1998 : Das merkwürdige Verhalten geschlechtsreifer Großstädter zur Paarungszeit
- 1998 : Kidnapping Mom & Dad
- 1998 : Abgehauen
- 1999 : Die Todesgrippe von Köln
- 1999 : Gefährliche Hochzeit
- 1999 : Callboys – Jede Lust hat ihren Preis
- 2000 : Auf schmalem Grat
- 2001 : Der Tanz mit dem Teufel – Die Entführung des Richard Oetker
- 2001 : Das Baby-Komplott
- 2001 : Allein unter Männern
- 2001 : Une équipe de choc (Ein starkes Team) (série TV)
- 2002-2006 : Das Duo (Kriminalfilmreihe)
- 2003 : Im Schatten der Macht
- 2004 : Mörderische Suche
- 2004 : Ein Zwilling ist nicht genug (Doppelrolle)
- 2005 : Mutter aus heiterem Himmel
- 2006 : Die Nonne und der Kommissar
- 2006 : Un cas pour deux, épisode 3 - saison 26 ; carton rouge (Doppelpass) : Heike / Ute Siewert
- 2006 : L'Île des pirates (Die Pirateninsel – Familie über Bord) (TV)
- 2006 : Geküsst wird vor Gericht
- 2006 : Heiratsschwindlerin mit Liebeskummer
- 2007 : Mon rêve pour Noël (Die Weihnachtswette) (TV)
- 2008 : Un rêve évanoui (Im Meer der Lügen) (TV)
- 2008 : Die Nonne und der Kommissar, Teil 2
- 2009 : Mein Nachbar, sein Dackel & ich
- 2010 : Les Chemins du bonheur (Ich trag dich bis ans Ende der Welt) (TV)
- 2010 : Ungesühnt
- 2010 : Der Meisterdieb
- 2010 : Une ville dans le noir (380.000 Volt – Der große Stromausfall) (TV)
- 2011 : Alexandra  : Disparue (Vermisst – Alexandra Walch, 17) : Anna Walch (VF : Laurence Dourlens)
- 2012 : Die Nonne und der Kommissar, Teil 3 : Verflucht
- 2012 : Der Wettbewerb
- 2012 : Der Rekordbeobachter (TV)
- 2012 : Kleine Morde
- 2012 : Mit geradem Rücken
- 2013 : Ein Sommer in Amalfi
- 2013 : Alles für meine Tochter